# Round-up

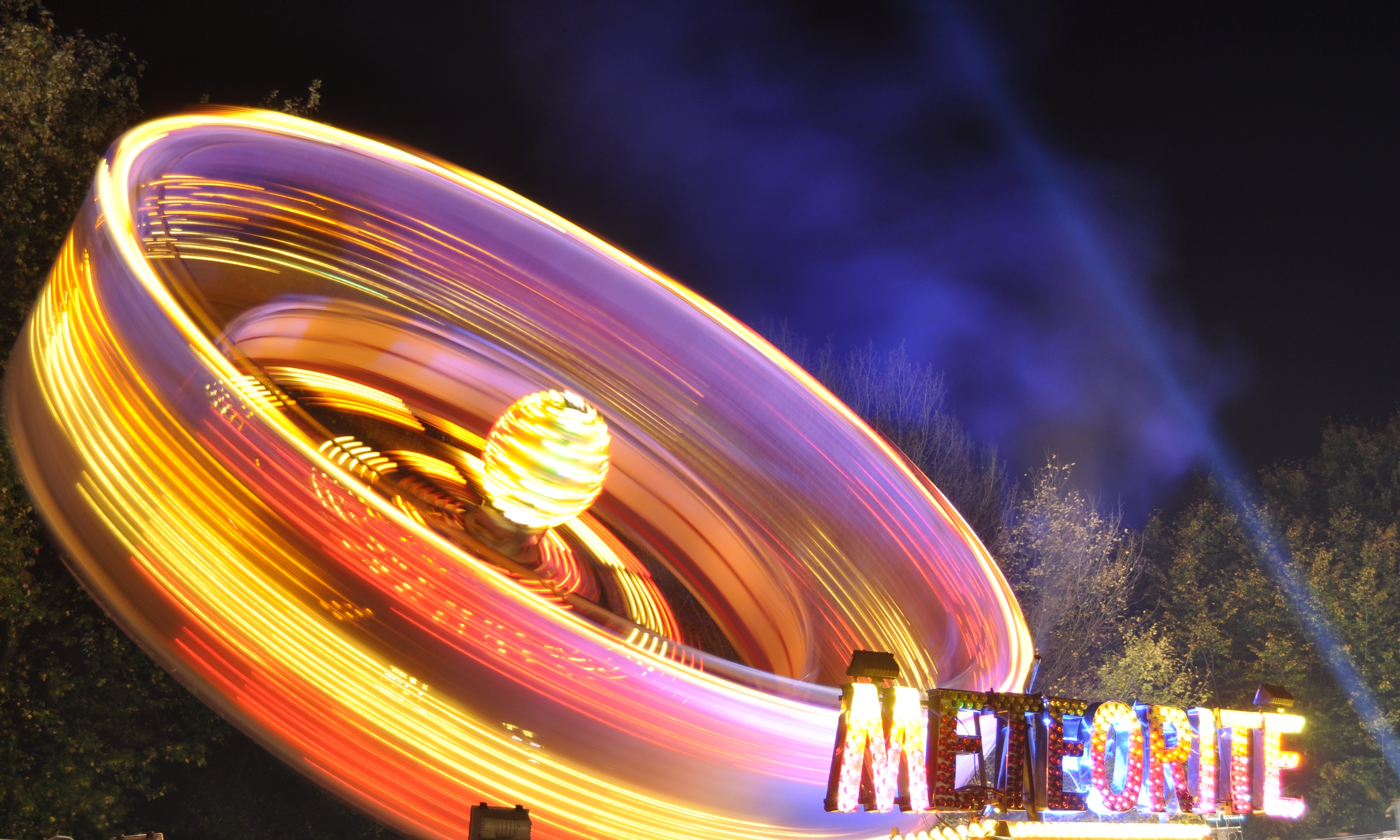
Round-up

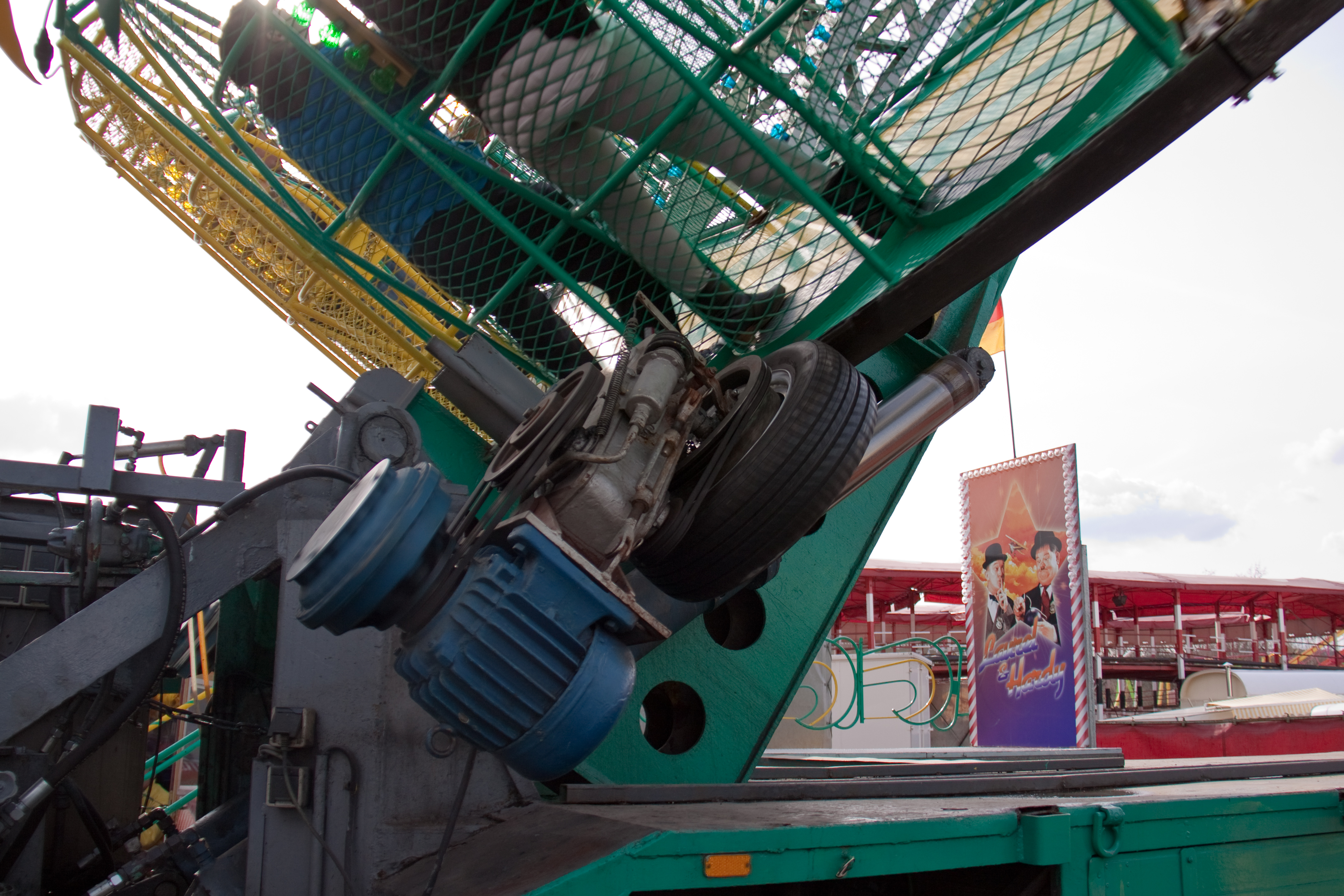
Antrieb eines Round-up

Das Round-up respektive Roundup (auch Round up Rounder) ist ein klassischer Karusselltyp, bei dem die Fahrgäste wie in einer Zentrifuge mithilfe der Fliehkraft an die Außenwand gedrückt werden.

## Aufbau
Gitterkäfige mit Bodenplatten sind am Ende von um einen zentralen Drehkranz angebrachten Auslegern montiert. In jedem Gitterkäfig gibt es normalerweise drei Stehplätze für die Mitfahrer. Durch die von schneller Drehung erzeugten Fliehkräfte „kleben“ die Fahrgäste an der Wand. Das Karussell wird dabei von Reibrädern, die an einen umlaufenden Ring drücken in Bewegung gesetzt. Die rotierende Konstruktion wird durch einen hydraulisch angetriebenen Arm auf bis zu rund 75° angehoben. Neuere Konstruktionen erreichen fast 90° Neigung.

## Geschichte
Das erste Round-up wurde 1954 von Frank Hrubetz in den USA gebaut. Gustav Emde war 1957 der Erste, der ein solches Karussell aus US-amerikanischer Produktion importierte und damit auf Volksfesten in Deutschland reiste.
Eine Innovation bei Fahrgeschäften stellte zu dieser Zeit der hydraulische Antrieb des Armes dar.
Da sich das Konzept großer Beliebtheit bei den Kirmesbesuchern erfreute, wurden um die Nachfrage zu erfüllen, ab 1958 auch bei der deutschen „Maschinenfabrik Klaus“ Round-ups gefertigt.
Dank ihrer spektakulären Fahrweise und des kompakten Stellplatzes gehörten Round Ups bis Anfang der 1980er Jahre zu den häufigsten und beliebtesten Fahrgeschäften auf deutschen Festplätzen. Heute sieht man die Anlagen nur noch selten. Mittlerweile sind jedoch wieder einige renovierte Anlagen in Deutschland auf Reise.
Seit dem Jahr 2006 hat das Fort Fun Abenteuerland ein eingehaustes Round-up mit Licht- und Soundeffekten als Dark Raver in Betrieb. Bis Saisonende 2018 betrieb der Heide-Park eine Anlage, die 2009 generalüberholt wurde und seitdem als Huracan ein Teil des Mayatals war. Anfang Februar 2019 wurde bekannt, dass dieses Fahrgeschäft aufgrund des Alters, wegen zu hoher Kosten und wegen Ersatzteilmangel ab der Saison 2019 nicht mehr zur Verfügung steht und abgerissen wird.
Diese Art von Fahrgeschäften wird im Volksmund auch abwertend Kotz- oder Affenkäfig genannt.